# Jenny Lind (film, 1932)
Pour l’article homonyme, voir Jenny Lind.
Pour plus de détails, voir Fiche technique et Distribution.
Jenny Lind est un film américain réalisé par Arthur Robison sorti en 1932. C'est un remake en français du film A Lady's Morals sorti en 1930, avec la même actrice Grace Moore dans le rôle principal.

## Synopsis

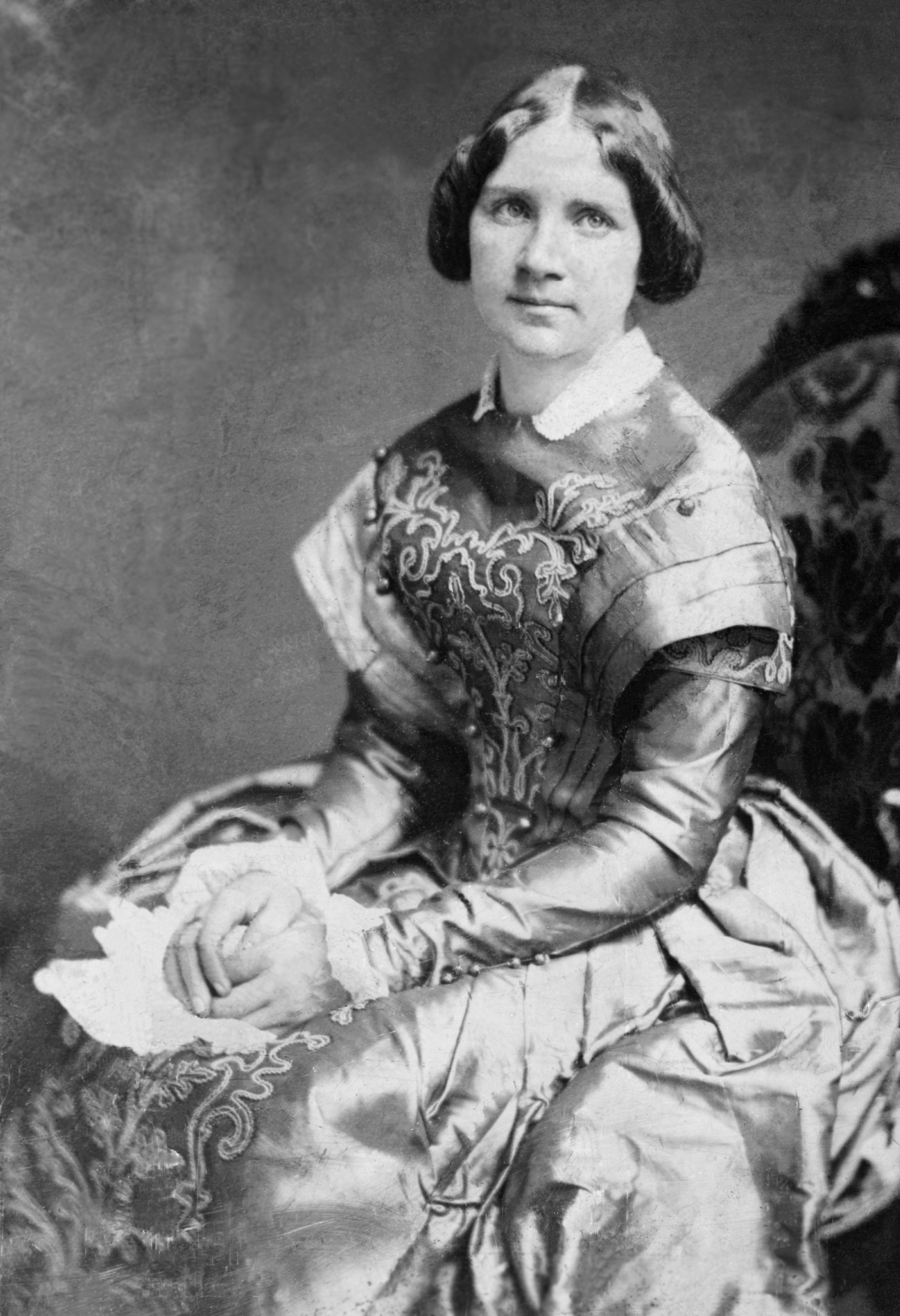
Portrait de la soprano suédoise Jenny Lind.

Le film est inspiré de la vie de la cantatrice suédoise du XIXe siècle Jenny Lind (1820-1887). Elle tombe amoureuse d'un compositeur méconnu, mais la vie les sépare. Elle le retrouve des années après, alors qu'il est devenu aveugle.

## Fiche technique
- Réalisation : Arthur Robison
- Scénario : Jacques Deval, Dorothy Farnum, Hanns Kräly, Claudine West
- Photographie : Norbert Brodine
- Production : Metro-Goldwyn-Mayer
- Durée : 92 minutes
- Date de sortie : 12 février 1932 (France)

## Distribution

L'actrice Grace Moore à l'époque de la sortie du film.

- Grace Moore : Jenny Lind
- André Luguet : Paul Brandt
- André Berley : P. T. Barnum
- Françoise Rosay : Rosatti
- Mona Goya : Selma
- Georges Mauloy : Garcia
- Paul Porcasi : Maretti
- Adrienne D'Ambricourt : Adèle
- Giovanni Martino : Zerga